# Массон-Дельмот, Валери
Валери Массон-Дельмот (фр. Valérie Masson-Delmotte; род. 29 октября 1971, Нанси) — французский климатолог. Доктор философии (1996), исследовательница LSCE (с того же года). Член Academia Europaea (2012). Лауреат BBVA Foundation Frontiers of Knowledge Award (2023).
Highly Cited Researcher (2014).

## Биография
В Центральной школе искусств и мануфактур получила степени инженера, магистра физики жидкостей с отличием. По той же специальности получит и докторскую степень там же и в LSCE, занимаясь моделированием климата прошлого. С 1996 года исследователь на постоянном контракте в LSCE. В 2004 года хабилитировалась в Университете Пьера и Марии Кюри. С 2014 года состоит в научном совете LSCE. С 2015 по 2023 года сопредседатель Рабочей группы I МГЭИК по подготовке Шестого оценочного доклада.
Её новаторский научный вклад позволил значительно улучшить понимание климатической интерпретации данных ледяных кернов. Отмечена Milutin Milankovic Medal (2020) и золотой медалью IUGG. Автор более 255 публикаций в научных журналах, индекс Хирша — 82.
Замужем, двое детей.